# Die Ärzte
Die Ärzte est un groupe de punk rock allemand, originaire de Berlin formé en 1982. Le groupe reste peu connu en dehors des pays germanophones. Le nom du groupe signifie en français « Les médecins ». Die Ärzte compte au total 13 albums studio.
La popularité du groupe est étroitement liée à leur sens de l'humour bien particulier et à leurs textes, souvent provocants. En 1987, leurs albums Die Ärzte et Debil ont été mis à l'index et certaines de leurs chansons ont été interdites aux mineurs (Claudia hat 'nen Schäferhund qui traite de la zoophilie, Geschwisterliebe, une chanson sur l'inceste entre frère et sœur, et Schlaflied qui raconte l'histoire d'un enfant se faisant manger par un monstre). Par défi, die Ärzte ont alors sorti, toujours en 1987, l'album Ab 18 (« À partir de 18 ans ») qui réunissait ces chansons. 
Bien que souvent qualifié de groupe punk-rock, die Ärzte ne se limitent pas à un seul genre musical et expérimentent souvent de nouveaux styles. Le groupe est proche de certains autres groupes du punk allemand, comme Die Kassierer. Le groupe se caractérise par un militantisme prononcé — de nombreuses chansons et clips en témoignent, telles Schrei nach Liebe qui est une attaque des néonazis ou Deine Schuld, qui dénonce la passivité des individus face à la politique et à un monde en perpétuel mouvement. En 1996, ils ont été à l'origine d'une compilation, appelée Stop Chirac contre la décision du président français Jacques Chirac de reprendre des essais nucléaires.

## Biographie

### Débuts (1982–1985)
Felsenheimer (Bela B.) et Jan Vetter (Farin Urlaub) se rencontrent en 1981 dans la discothèque Ballhaus Spandau et jouent ensemble au sein du groupe Soilent Grün. Lorsque Soilent Grün se sépare un an plus tard, Dirk Felsenheimer et Jan Vetter décident de fonder ensemble le groupe die Ärzte et intègrent le bassiste Hans Runge (alias Sahnie). Dans les deux premières années, ils jouent dans des clubs de leur ville natale, Berlin. Leur première apparition musicale s'effectue sur le sampler 20 schäumende Stimmungshits dont le thème est bien plus focalisé sur l'alcool. En 1983, ils remportent un concours de rock berlinois et publient, grâce à l'argent de leur récompense, l'EP Uns geht's prima.... Finalement, ils obtiennent un contrat avec le label CBS Schallplatten GmbH auquel ils publient leur premier album studio, intitulé Debil en 1984, puis leur deuxième, Im Schatten der Ärzte, un an plus tard. Leur premier album sera par la suite certifié disque de platine.

### DeDie Ärzteà13(1986–1988)
Après un deuxième album, le groupe se sépare de Sahnie en 1986 à la suite de problèmes internes. Il est remplacé par le producteur Manne Praeker sur le troisième album. Plus tard, The Incredible Hagen joue de la basse jusqu'à leur séparation, même s'il n'a jamais fait officiellement partie du groupe. Le troisième album est également le premier dans lequel Farin fait usage d'une sonorité distordue de la guitare, menant ainsi leur style musical vers un son proche du rock. En 1987, la société allemande Bundesprüfstelle für jugendgefährdende Medien proscrit les chansons Geschwisterliebe (une chanson faisant l'apologie de l'inceste, issue de leur album éponyme Die Ärzte), Claudia hat 'nen Schäferhund (zoophilie, de l'album Debil) et Schlaflied (qui parle d'un monstre qui vient dévorer les personnes lorsqu'elles dorment).
Cet événement fait que le groupe ne pourra plus jouer ces chansons sur scène. À leurs concerts, le groupe contourne cette interdiction et joue ces chansons tandis que le public les chante. Après plusieurs recours, de nombreux magasins décident de retirer les albums de Die Ärzte. C'est à cet instant que le groupe fait face à des chiffres de ventes catastrophiques et à des problèmes financiers. Ils publieront alors un best-of, Ist das alles? qui comprend trois nouvelles chansons et la compilation Ab 18 (Adults only) à l'origine publiée en 1987.
Certains posters du groupe étaient considérés comme misogynes et sont également proscrits par la Bundesprüfstelle für jugendgefährdende Medien. Ils comprennent le dessin d'une femme bâillonnée appelée Sweet Gwendoline, inspirée par John Willie (icône du bondage), devenue la mascotte du groupe. Dès lors, Die Ärzte fera usage d'une version squelette de Gwendoline sur la pochette de plusieurs de ses albums.
Leur nouvel album, Das ist nicht die ganze Wahrheit..., est publié en 1988. Il réussit à bien se vendre et atteint le top 10 des classements allemands. Die Ärzte décide néanmoins de se séparer et de publier un album live triple, Nach uns die Sintflut, plus tard édité comme double CD.

### Retour (1993–1999)

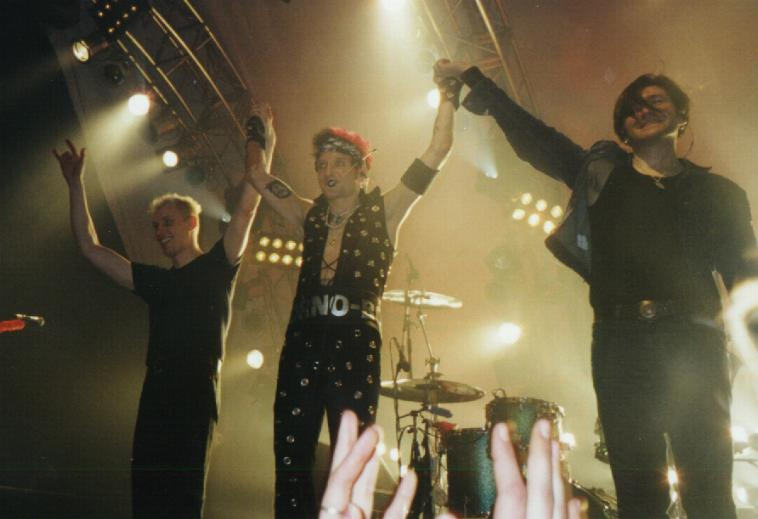
Die Ärzte sur scène à Cologne, en 1998.

Ni le nouveau groupe de Farin, King Køng, ni celui de Bela, Depp Jones, ne trouvent la popularité ; ils décident alors de reformer le groupe en 1993. Ils invitent l'ancien guitariste de Depp Jones, Rodrigo « Rod » González, à la basse. Ils publient un album intitulé Die Bestie in Menschengestalt, et le single Schrei nach Liebe, leur premier qui parle de politique. Il vise à dénoncer les violences perpétrées par des militants d'extrême-droite à cette période. L'album est plus variés que ses prédécesseurs, et comprend des ballades, du punk rock, du rock et même des chansons qui ressemblent à Volksmusik.
Ils publient ensuite l'album de réunion Planet Punk, le 18 septembre 1995. Il est félicité par la presse punk et expérimentale. Ils effectuent plus tard la tournée Eine Frage der Ehre.
En 1996, ils annoncent un nouvel EP qui se transformera en album-concept, intitulé Le Frisur. Cette même année, ils jouent en soutien à Kiss — un rêve devenu réalité pour Bela et Rod. En 1998 ils signent au label Hot Action Records. Cette même année, leur single Männer sind Schweine est classé premier des classements allemands, autrichiens et suisses, suivi par l'album 13 aussi classé premier des classements en Allemagne et en Suisse. Puis après de nombreux concerts, ils décident de faire une pause.

### Dernières activités (depuis 2000)

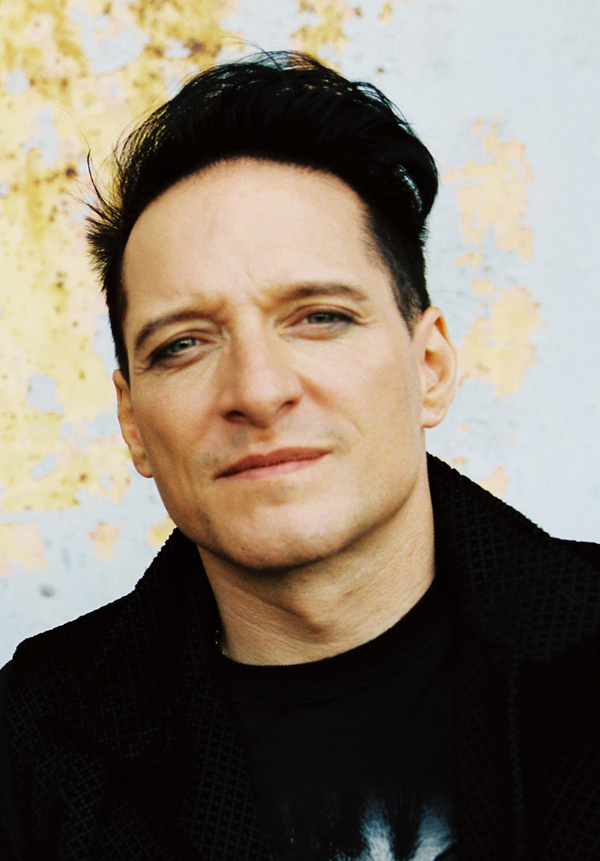
Bela B (2012)

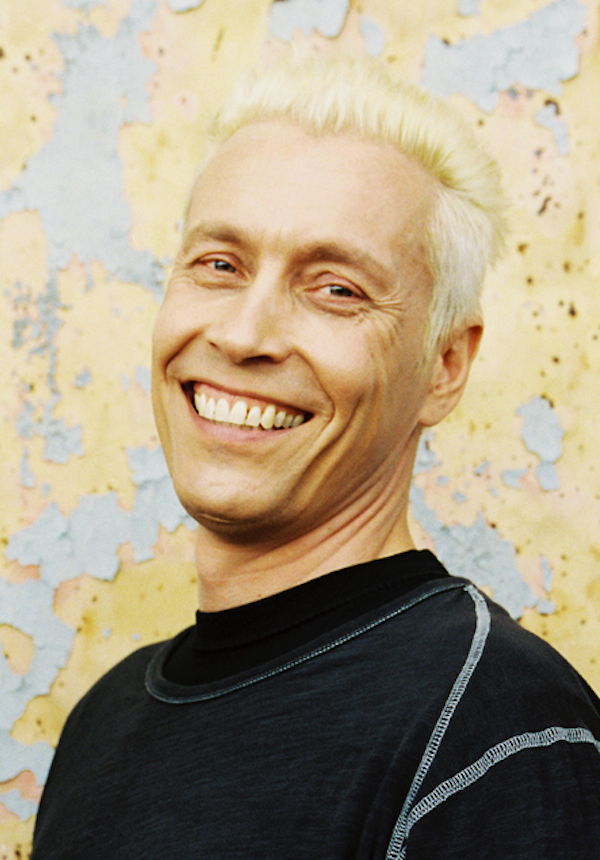
Farin Urlaub (2012)

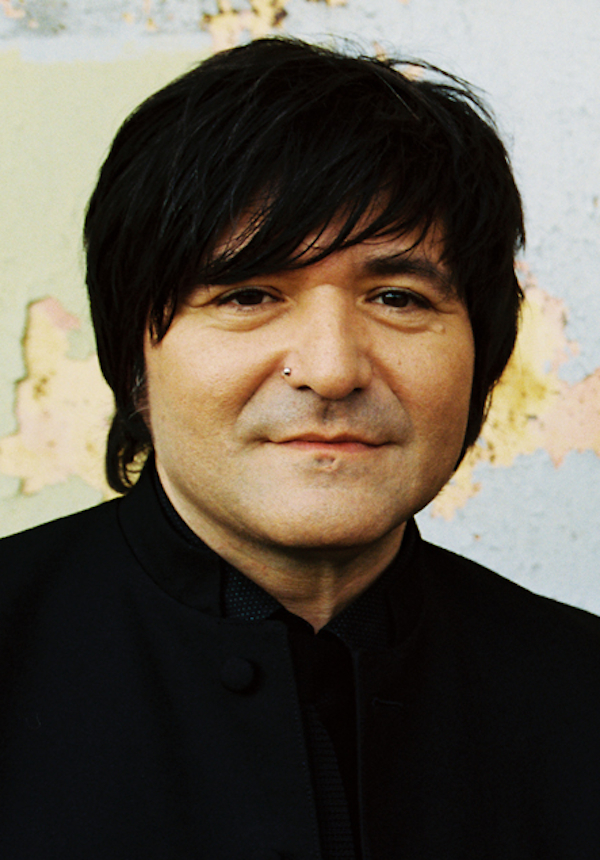
Rodrigo González (2012)

En 2000, ils reviennent avec l'album Runter mit den Spendierhosen, Unsichtbarer! et deux singles classés au top 10. Pour leur troisième single, ils publient la chanson de 30 secondes Yoko Ono, qui d'après le Livre Guinness des records, est le single le plus court jamais publié (accompagné par une vidéo),. En 2001, ils vendent l'album 5, 6, 7, 8 - Bullenstaat! en édition limitée.

## Membres

### Membres actuels
- Jan « Farin Urlaub » Vetter - chant, guitare, basse
- Dirk « Bela B. » Felsenheimer - batterie, chant
- Rodrigo « Rod » González - basse, chants, guitare, claviers

### Anciens membres
- Hans « Sahnie » Runge - basse, chant (1982–1986)
- Hagen « The Incredible Hagen » Liebing - basse (1986–1988)

## Discographie
- 1984 : Paul
- 1984 : Uns geht's prima…
- 1984 : Debil
- 1985 : Im Schatten der Ärzte
- 1986 : Die Ärzte
- 1987 : Ist das alles? (13 Höhepunkte mit den Ärzten)
- 1987 : Ab 18
- 1988 : Das ist nicht die ganze Wahrheit
- 1988 : Live – Nach uns die Sintflut
- 1989 : Die Ärzte früher!/Der Ausverkauf geht weiter!
- 1993 : Die Bestie in Menschengestalt
- 1994 : Das Beste von kurz nach früher bis jetze
- 1995 : Planet Punk
- 1995 : 1,2,3,4 - Bullenstaat!
- 1996 : Le Frisur
- 1998 : 13
- 1999 : Wir wollen nur Deine Seele
- 2000 : Satanische Pferde
- 2000 : Runter mit den Spendierhosen, Unsichtbarer!
- 2001 : 5,6,7,8 - Bullenstaat!
- 2002 : Unplugged - Rock'n'Roll Realschule
- 2003 : Geräusch
- 2005 : Devil
- 2006 : Bäst of
- 2007 : Jazz ist anders
- 2012 : auch
- 2021 : Hell

## Distinctions
- World Music Award
  - 2008 : World's Best Selling German Artist
- 1LIVE Krone
  - 2007 : Meilleur single (Junge)
  - 2008 : Lebenswerk (meilleure œuvre d'une vie)
- Echo
  - 2001 : Videoclip national (Manchmal haben Frauen…)
  - 2005 : Musik-DVD-Produktion national/international (Die Band, die sie Pferd nannten)
  - 2008 : Groupe de l'année - Rock/Alternative National[8]
  - 2009 : Meilleur rock / Alternative / Heavy Metal National[9]
- Comet
  - 1996 : Video National (Rod Loves You)
- Bravo Otto
  - 1988 : Groupe rock d'or
  - 1995 : Groupe rock d'argent
  - 1996 : Groupe rock de bronze
  - 1998 : Groupe rock de bronze
- MTV Europe Music Awards
  - 2003 :  Bester deutscher Act